# Карен Торрес
Карен Торрес (ісп. Karen Torrez, 29 липня 1992) — болівійська плавчиня.
Учасниця Олімпійських Ігор 2012, 2016 років.
Призерка Південнамериканських ігор 2018 року.
Призерка Чемпіонату Південної Америки з плавання 2016, 2018 років.